# Ghiacciaio Woodbury
Il ghiacciaio Woodbury (Woodbury Glacier in inglese) (64°47′S 62°20′W) è un ghiacciaio situato sulla costa di Danco, nella parte occidentale della Terra di Graham, in Antartide. Il ghiacciaio, il cui punto più alto si trova 926 m s.l.m., è situato in particolare poco a ovest del ghiacciaio Montgolfier e da lì fluisce fino alla cala di Piccard nella baia di Wilhelmina.

## Storia
Il ghiacciaio Woodbury è stato mappato dal British Antarctic Survey, che all'epoca si chiamava ancora Falkland Islands and Dependencies Survey, nel 1956-57, grazie a fotografie aeree scattate dalla Hunting Aerosurveys Ltd. Il ghiacciaio è stato poi così battezzato nel 1960 dal Comitato britannico per i toponimi antartici in onore di Walter Bentley Woodbury (1834—1885), inventore inglese pioniere della stampa fotomeccanica e realizzatore di decine di brevetti nel campo della fotografia aerea tra il 1864 e il 1885.